# Vrh (gmina Velike Lašče)
Vrh – wieś w Słowenii, w gminie Velike Lašče. W 2018 roku liczyła 23 mieszkańców.